# Axel Berg von Linde
Knut Axel Wilhelm Berg von Linde, född 13 mars 1883 i Kristianstad, död 6 november 1969 i Båstad, var en svensk idrottsledare. Han var son till Albrecht Berg von Linde.
Efter studentexamen 1902 blev Berg von Linde underlöjtnant vid Wendes artilleriregemente (A 3) 1904, kapten 1916 och placerades på övergångsstat 1927. Han genomgick även Gymnastiska centralinstitutet (GCI) 1908–10.
Berg von Linde var styrelseledamot i Skånes Gymnastikförbund 1911–32 (sekreterare och kassör), styrelseledamot i Skånes Idrottsförbund 1911–33, A 3:s idrottsförbund 1910–27, Svenska Gymnastikförbundet från 1912, Nordens Gymnastikförbund från 1927 (generalsekreterare och kassör), Fédération Internationale de Gymnastique Ling från 1927 (generalsekreterare 1927–40, därefter vice president), Riksidrottsförbundets överstyrelse 1925–36, dess förvaltningsutskott 1932–36, Sveriges skolungdoms gymnastik- och idrottsförbund från 1934, Skolidrottskommittén från 1937, Svenska föreningen för folkbad från 1933, dess verkställande utskott från 1935, Bastudelegationen från 1938 och Föreningen för Svenska Gymnastikförbundets folkhögskola på Lillsved (ordförande) från 1939.
Berg von Linde var ledamot av gymnastikkommittén vid Olympiska spelen 1912, generalsekreterare för Baltiska spelen i Malmö 1913–15, stiftare av Malmö Gymnastikförbund 1913, ledamot i gymnastikkommittén för Olympiska spelen i Berlin 1935–36, överledare för gymnastik där samt ledamot av huvudkommittén och arbetsutskottet för Lingiaden i Stockholm 1937–39.
Berg von Linde var Malmö stads folkskolgymnastikinspektör 1914–15, statens folkskolgymnastikinspektör i Skåne 1915, senare även Blekinge och Halland, förste gymnastikkonsulent hos Skolöverstyrelsen från 1932. Han utgav dagövningar i gymnastik för skolor och militära avdelningar, ritningar till gymnastiksalar, badhus och idrottsplatser. Han var även verksam som kursledare och föreläsare, redigerade gymnastiska årsböcker, tidningar och festskrifter samt skrev artiklar i dagspressen.